# Cinsault
Cinsault é uma casta de uvas tintas da família da Vitis vinifera, típica da região do Languedoc-Roussillon, na França.
Cinsault (espagne, hermitage, malaga) é encontrada principalmente na região de Languedoc-Roussilon, na França. Ali é associada à Grenache e à Carignan, e produz bebidas leves e pouco aromáticas. Na região do Ródano, a mesma uva com melhores cuidados produz vinhos mais concentrados e aromáticos. 
No Líbano, é responsável pelo emblemático Château Musar.
É cultivada na França, Espanha, África do Sul e Líbano.
Enquanto Cinsault é conhecido sob o sinônimo de Oeillade noire, especialmente quando é vendido como uva de mesa, não está relacionado ao Languedoc da uva Oeillade noire de Provença.